# 忽林池
忽林池（?—?），蒙古帝国将领。札剌亦兒氏。木华黎国王曾孙，孛鲁之孙，速浑察长子。
元宪宗蒙哥以速浑察次子乃燕好学有贤名，命他袭爵国王。乃燕推辞：“臣兄忽林池当袭。”宪宗说：“你兄长柔弱，恐不能胜任，你父亲也是以次子袭爵。”忽林池也是推让，乃燕顿首哭泣力辞，不得任命，说：“王爵不敢受，陛下不以臣不肖，请代兄行军国之事。”于是忽林池袭国王，事无巨细，都和乃燕商谋。 嗣国王忽林池在襄阳设行省，略地两淮。